# Poruszamy wyobraźnię
Poruszamy wyobraźnię (Imagination Movers) (2008-2013) – amerykański serial telewizyjny w którym wcielają się członkowie zespołu muzycznego z Nowego Orleanu pod tym samym tytułem. W Polsce emitowany był na kanale Disney Channel w bloku Disney Junior od 15 lutego 2010 roku oraz na kanale Playhouse Disney od 1 września 2010 roku. Od 1 czerwca 2011 roku był emitowany na Disney Junior. Obecnie nie jest emitowany.

## Opis fabuły
Serial opowiada o członkach zespołu muzycznego Imagination Movers. Rich, Scott, Dave i Smitty to zwyczajni faceci, którzy służą pomocą każdemu, kto ma kłopoty z pomysłami. Na co dzień można ich znaleźć w miejscu niekończącej się inspiracji w Fabryce Pomysłów.

## Bohaterowie
- Rich – jeden z czwórki Moversów, gra na bębnach.
- Scott – drugi z czwórki Moversów, gra na klawiszach i mandolinie i ma okulary, które pozwalają mu widzieć rzeczy za ścianą.
- Dave – trzeci z czwórki Moversów, gra na basie, jako jedyny nie nadąża przybić piątki z ekipą. Zawsze nosi czerwoną czapkę, w niej są różne rzeczy które wyciąga w razie potrzeby.
- Smitty – ostatni z czwórki Moversów, gra na gitarze, ma zeszyt i nosi kapelusz.
- Nina – fanka Moversów, a tym samym ich lubi. Czasami im pomaga w rozwiązywaniu zagadek.
- Ignac – wujek Niny, nudziarz, jako jedyny nie pojawia się w odcinkach cały czas. Nie przepada za Moversami.
- Kolega Mysz – Mysz, która lubi Moversów. Też gra na gitarze i niewiele rozmawia z Moversami i innymi.
- Gouda - siostrzeniec myszy, na imię ma Gouda, bo to ulubiony ser jego siostry.
- Peg - ma wielką książkę z numerami świata, jednak ta książka była dla niej za ciężka więc Moversi zamontowali jej kółka.
- Kuzyn Ignaca - mówi po nudnemu*. Jest przeciwieństwem, a także kuzynem Ignaca.
- Wayne - na początku przyszedł zaśpiewać Movers'om swoją piosenkę, lecz później pomogli mu nauczyć się tańczyć.

## Pokoje w Fabryce
- Hałaśliwy pokój
- Wietrzny pokój
- Wagowy pokój
- Chłodny pokój
- Gorący pokój
- Kolorowy pokój
- Mydlany pokój
- Straszny pokój
- Farmerski pokój
- Czysty pokój
- Pokój łąkowy
- Pokój podniebny
- Pokój dziecięcy
- Pokój zabawek latających
- Pokój zabawek piszczących
- Pokój zabawek wydających dźwięki
- Pokój zabawek wodnych
- Pokój zabawek dla dziewczyn
- Pokój zabawek dla chłopców
- Pokój zabawek nic nie robiących
- Pokój plastyczny
- Pokój sprężynowy
- Pokój świąteczny
- pokój warzywny
- Pokój z magnesami
- Pokój z kołami
- Pokój z książkami
- Pokój z pluszakami
- Pokój z klockami
- Pokój "na zewnątrz"
- Pokój na opak
- Pokój lin i powrozów
- pokój zamków
- pokój owocowy
- pokój słoneczny
- pokój wodny
- pokój dżunglowy
- pokój kalendarzowy
- pokój muzyczny
- pokój spokojny

## Obsada
- Rich Collins jako Rich
- Dave Poche jako Dave
- Scott Smith jako Smitty
- Scott Durbin jako Scott
- Wendy Calio jako Nina
- Douglas Fisher jako Knit Knots

## Wersja polska
Wersja polska: SDI Media Polska

Reżyseria: Marek Robaczewski

Dialogi polskie oraz Teksty Piosenek: Tomasz Robaczewski

Kierownictwo muzyczne: Juliusz Kamil Kuźnik

W wersji polskiej udział wzięli:
- Piotr Bajtlik – Smitty
- Adam Krylik – Dave
- Łukasz Talik – Scott
- Leszek Zduń – Rich
- Artur Kaczmarski
  - Ignacy
  - Kuzyn Ignaca
- Agnieszka Judycka – Nina
- Artur Pontek – Magazynowa mysz
- Katarzyna Kozak - Wendy
- Paweł Szczesny - Joe
- Grzegorz Drojewski - Weyn
- Wojciech Chorąży
- Tomasz Steciuk
- Joanna Węgrzynowska

i inni
Piosenkę tytułową wykonali i śpiewy w odcinkach: Piotr Bajtlik, Adam Krylik, Łukasz Talik, Leszek Zduń

## Odcinki
Premiery w Polsce:
- I seria (odcinki 1-26) – 11 marca 2010,
- II seria (odcinki 27-44) – 2 sierpnia 2010

## Spis odcinków
| Premiera odcinka | N/o | Polski tytuł           | Angielski tytuł                    |
| ---------------- | --- | ---------------------- | ---------------------------------- |
|                  |     |                        |                                    |
| SERIA PIERWSZA   |     |                        |                                    |
|                  |     |                        |                                    |
| 11.03.2010       | 01  | Hałasom mówimy „nie”   | No Noise Is Good Noise             |
|                  |     |                        |                                    |
| 17.03.2010       | 02  | Bolący ząb             | The Tooth Hurts                    |
|                  |     |                        |                                    |
| 19.02.2010       | 03  | Włochaty problem       | Bad Hair Day                       |
|                  |     |                        |                                    |
| 16.02.2010       | 04  | Psi problem            | A Puppy Problem                    |
|                  |     |                        |                                    |
| 12.03.2010       | 05  | Język ciała            | Body Language                      |
|                  |     |                        |                                    |
| 10.03.2010       | 06  | Super glut             | Super Goop                         |
|                  |     |                        |                                    |
|                  | 07  | Ciężka lektura         | Heavy Reading                      |
|                  |     |                        |                                    |
| 17.02.2010       | 08  | Wietrzny dzień         | It's a Breeze                      |
|                  |     |                        |                                    |
| 18.02.2010       | 09  | Problem z pszczołą     | A Bee Story                        |
|                  |     |                        |                                    |
| 15.02.2010       | 10  | Przyjęcie na opak      | The Un-Party                       |
|                  |     |                        |                                    |
| 09.03.2010       | 11  | Zbyt chłodno           | Too Cool                           |
|                  |     |                        |                                    |
|                  | 12  | Apsik na zdrowie       | Sneeze and Thank You               |
|                  |     |                        |                                    |
| 08.03.2010       | 13  | Wiadro pełne kłopotów  | Bucket Trouble                     |
|                  |     |                        |                                    |
| 09.09.2010.      | 14  | Przyjaciele na zawsze  | Finders Key-pers                   |
|                  |     |                        |                                    |
| 10.09.2010       | 15  | Śmieszny Taniec        | Wayne Dance                        |
|                  |     |                        |                                    |
| 07.03.2010       | 16  | Czkawka                | Hiccups                            |
|                  |     |                        |                                    |
| 17.09.2010       | 17  | Wszystko rozbite       | All Broken Up                      |
|                  |     |                        |                                    |
| 04.08.2010       | 18  | Wielka Dynia           | Big Pumpkin Problem                |
|                  |     |                        |                                    |
| 16.09.2010       | 19  | Mamy Piłkę             | Have a Ball                        |
|                  |     |                        |                                    |
| 12.06.2010       | 20  | Zagubiony klucz        | Knit-Knots Gets Stuck              |
|                  |     |                        |                                    |
| 05.08.2010       | 21  | Prezent                | Present                            |
|                  |     |                        |                                    |
| 15.09.2010       | 22  | Duża afera o małą mysz | Who's Afraid of the Big Bad Mouse? |
|                  |     |                        |                                    |
| 06.08.2010       | 23  | Moversi maszerują      | March of the Movers                |
|                  |     |                        |                                    |
| 14.09.2010       | 24  | Tresujemy mysz         | Treasure of the Warehouse          |
|                  |     |                        |                                    |
| 17.06.2010       | 25  | Dzień Matki            | Mother's Day Gift                  |
|                  |     |                        |                                    |
| 13.09.2010       | 26  | Dobranoc Rich          | Rockabye Rich                      |
|                  |     |                        |                                    |
| SERIA DRUGA      |     |                        |                                    |
|                  |     |                        |                                    |
| 03.08.2010       | 27  | Kapitan Wspaniały      | Captain Terrific                   |
|                  |     |                        |                                    |
| 09.08.2010       | 28  | Tajemnicza sprawa      | It's a Mystery                     |
|                  |     |                        |                                    |
| 20.09.2010       | 29  | Myszopiekunowie        | Mousesitting                       |
|                  |     |                        |                                    |
|                  | 30  | Śliska sprawa          | Slip Slidin' Away                  |
|                  |     |                        |                                    |
| 21.09.2010       | 31  |                        | Second Chance Pants                |
|                  |     |                        |                                    |
| 02.08.2010       | 32  |                        | A Monster Problem                  |
|                  |     |                        |                                    |
| 16.08.2010       | 33  | Kopciuszek             | A Fairy Tale Ending                |
|                  |     |                        |                                    |
| 10.08.2010       | 34  | Mysi domek             | Mouse and Home                     |
|                  |     |                        |                                    |
| 11.08.2010       | 35  | Śmiejmy się Ha Ha      | Ha Ha Have laugh!                  |
|                  |     |                        |                                    |
| 12.08.2010       | 36  | Śnieżyca               | Snow Days                          |
|                  |     |                        |                                    |
| 19.08.2010       | 37  |                        | Muffin Man                         |
|                  |     |                        |                                    |
| 17.08.2010       | 38  | Mysz farmerska         | Farmhouse Mouse                    |
|                  |     |                        |                                    |
| 18.08.2010       | 39  | Wróżka zębuszka        | Tooth Fairy                        |
|                  |     |                        |                                    |
|                  | 40  |                        | Ace Mulligan                       |
|                  |     |                        |                                    |
|                  | 41  |                        | Out of Tunes                       |
|                  |     |                        |                                    |
| 20.08.2010       | 42  | Brak energii           | Power Play                         |
|                  |     |                        |                                    |
|                  | 43  | Żegnaj Butterfly       | Bye Bye Butterfly                  |
|                  |     |                        |                                    |
| 13.08.2010       | 44  | Urodzinowa Piłka       | Birthday Ball                      |
|                  |     |                        |                                    |